# Policeman (Eva Simons)
Policeman è un brano musicale eseguito dalla cantante Eva Simons pubblicato per gli store digitali su Soundcloud dal 10 aprile 2015. Il brano è eseguito con la collaborazione del cantante giamaicano dancehall Konshens. Il brano è stato prodotto da Sidney Samson, che aveva collaborato con la cantante in Celebrate the Rain.